# Heinrich Eymer
Heinrich Christian Eymer (* 11. Juni 1883 in Frankfurt am Main; † 16. Mai 1965 in München) war ein deutscher Gynäkologe und Geburtshelfer.

## Leben und Wirken
Heinrich Eymer wurde am 11. Juni 1883 in Frankfurt am Main geboren. Nach dem Studium der Medizin wurde ihm 1908 in Karlsruhe die ärztliche Approbation erteilt. Im gleichen Jahr wurde er an der Ruprecht-Karls-Universität Heidelberg mit der Dissertation Lymphangiogendotheliome des Eierstocks zum Doktor der Medizin promoviert. Eymer blieb in Heidelberg, zunächst als Assistent in der Inneren Medizin unter Ludolf von Krehl, dann in der Gynäkologie unter Alfons von Rosthorn und Carl Menge. Zwischenzeitlich hospitierte Eymer im Röntgen-Institut bei Heinrich Albers-Schönberg in Hamburg, bei Albert Neisser im Hygienischen Institut in Frankfurt am Main und bei Hans von Chiari im Pathologischen Institut Straßburg. 1917 habilitierte er sich an der Universität Heidelberg mit der Schrift Experimentelles zur Bleifilterstrahlung.
Im Jahr 1924 wurde er als Professor an die Universität Innsbruck berufen und zum Leiter der Universitätsfrauenklinik ernannt. 1930 wurde er in Nachfolge Carl Menges nach Heidelberg berufen und war hier bis 1934 der Direktor der Universitätsfrauenklinik. In der Heidelberger Frauenklinik bewirkte Heinrich Eymer strukturelle Verbesserungen in der Frauenklinik, die teilweise bereits von Carl Menge eingeleitet wurden. Dazu gehörten der Ausbau der Röntgenstation, die Isolierung von infektiösen Patientinnen, die Einrichtung von Säuglingszimmern auf den Wochenbettstationen, die Einrichtung einer besonderen Station für Frauen mit Fehlgeburten, die Unterbringung der Hyperemesiskranken in Einzelzimmern, sowie die Einrichtung einer Notstromversorgung. Bis 1932 wurde die Klinik auf 216 Betten und 56 Säuglingsbetten erweitert.
1933 erhielt Eymer einen Ruf der Ludwig-Maximilians-Universität München, den er 1934 annahm. Er übergab die Heidelberger Klinik an Hans Runge und übernahm von Albert Döderlein die Münchener Klinik.
Von 1935 bis 1938 war Heinrich Eymer 1. Vorsitzender der Bayerischen Gesellschaft für Geburtshilfe und Frauenheilkunde.
Zeitgleich mit Eymers Anfang in München wurde das „Gesetz zur Verhütung erbkranken Nachwuchses“ geltendes Recht in Deutschland. Döderlein hatte für die erste Auflage des Kommentars zum Sterilisierungsgesetzes den Beitrag Die Unfruchtbarmachung der Frau verfasst; Eymer schrieb u. a. den entsprechenden Artikel zur zweiten Auflage. Er wurde, wie etwa 140 andere Ärzte im damaligen Gebiet des Deutschen Reiches, 1936 autorisiert, Sterilisationen mit Radium- oder Röntgenstrahlen vorzunehmen.  Eine solche Bestrahlung vermied zwar das Risiko einer Operation per Laparotomie, allerdings wies Eymer darauf hin, dass es neben dem Effekt der Sterilisation zu den Folgen einer Kastration kommen würde, so dass er diese Methode bei Frauen mit einem Alter unter 40 Jahren nicht empfahl.
Nach Angaben im „Deutschen Führerlexikon“ gehörte Eymer dem Kampfbund für deutsche Kultur, dem NS-Ärztebund und dem Nationalsozialistischen Lehrerbund an. Er wurde 1934 Mitglied des Reichsluftschutzbundes und „Förderndes Mitglied“ der SS, 1935 des NSV. Der NSDAP trat er zum 1. Mai 1937 (Mitgliedsnummer 4.125.325) und dem NS-Dozentenbund (NSDDB) 1939 bei.
Eymers wissenschaftliche und klinische Arbeiten galten hauptsächlich der Strahlentherapie des Gebärmutterkarzinoms, womit er eine von Döderlein begründete Tradition ebenso fortsetzte wie dessen Zusammenarbeit mit dem Physiker und Leiter der Strahlenabteilung der Münchener Frauenklinik Friedrich Voltz. Diese Zusammenarbeit und die mit Julius Ries, den Eymer 1949 als Leiter der Strahlenabteilung einsetzte, trugen wesentlich zur Standardisierung der Strahlentherapie bei und zu Therapieerfolgen, die den Ruf der Münchener Klinik über die nationale Grenze hinaus festigte. Sie erhielt dadurch eine gleichberechtigte Stellung neben der chirurgischen Therapie.
Heinrich Christian Eymer war Mitherausgeber der Zeitschriften Berichte über die gesamte Gynäkologie und Geburtshilfe sowie deren Grenzgebiete, Münchner Medizinische Wochenschrift, Medizinische Klinik und Medizinische Monatsschrift, sowie im Beirat der Deutschen Medizinischen Wochenschrift.
Nach Ende des Zweiten Weltkrieges wurde Eymer zweimal von seinem Professorenamt entbunden und 1948 erneut auf seinen ehemaligen Lehrstuhl berufen. Die Münchner Spruchkammer stufte ihn am 31. Juli 1946 in die Gruppe der „Minderbelasteten“ ein. Am 9. Dezember 1947 wurde das Urteil aufgehoben und Eymer in die Gruppe der „Mitläufer“ eingestuft. Der Kardinal Michael Faulhaber hatte sich bei der amerikanischen Militärregierung für Eymer eingesetzt. Eymer leitete die Frauenklinik nach seiner Emeritierung im April 1952 noch bis Oktober 1954. Zu seinem Nachfolger wurde Werner Bickenbach berufen.
Von 1951 bis 1952 war er Präsident der Deutschen Gesellschaft für Gynäkologie und organisierte deren Kongress 1952 in München. Die Gesellschaft ernannte ihn später zum Ehrenmitglied. Die Bundesrepublik Deutschland ehrte ihn 1953 mit der Verleihung des Großen Verdienstkreuzes zum Verdienstorden. Heinrich Christian Eymer starb 1965 im Alter von 82 Jahren in München.
Heinrich Eymer war verheiratet mit Alma Eymer, geborene Klinker. Der am 7. Juni 1920 in Heidelberger geborene Internist und Hochschullehrer Peter Eymer war ein Kind des Ehepaares.

## Schriften (Auswahl)
- Lymphangiogendotheliome des Eierstocks. Dissertation, Ruprecht-Karls-Universität Heidelberg 1908.
- Experimentelles zur Bleifilterstrahlung. Habilitationsschrift, Ruprecht-Karls-Universität Heidelberg 1917.
- Röntgenstrahlen in Gynäkologie und Geburtshilfe. Gräfe & Sillem, Hamburg 1913.
- Klinik der Bestrahlung der Gebärmutterkrebse. In: Josef von Halban, Ludwig Seitz: Biologie und Pathologie des Weibes. Band 4.
- Strahlenbehandlung der Tuberkulose der weiblichen Genitalorgane. In: Carl Joseph Gauß, Hans Meyer: Lehrbuch der Strahlentherapie. Band 4, 1929.
- Die Eingriffe zur Unfruchtbarmachung der Frau. In: Gesetz zur Verhütungen erbkranken Nachwuchses nebst Verordnung vom 5. Dezember 1933 über die Ausführung des Gesetzes, Auszug aus dem Gesetz gegen gefährliche Gewohnheitsverbrecher und über Maßregeln der Sicherung und Besserung vom 24. November 1933. 2. Auflage. J. F. Lehmanns Verlag, München 1936.
- mit Erich Lexer: Schwangerschaftsunterbrechung und Unfruchtbarmachung bei chirurgischen Erkrankungen. In: Reichsärztekammer (Hrsg.): Richtlinien für Schwangerschaftsunterbrechung und Unfruchtbarmachung aus gesundheitlichen Gründen. Bearbeitet von Hans Stadler. J. F. Lehmanns Verlag, München 1936, S. 131–135.
- Polypragmasie in der Frauenkunde. In: Münchener Medizinische Wochenschrift. Band 95, Nr. 1, 2. Januar 1953, S. 53–56.